# Let's All Go to the Lobby
Let's All Go to the Lobby är en animerad kortfilm från 1957 i regi av Dave Fleischer. Den visades på bio innan huvudfilmen i slutet av 1950-talet.
År 2000, valdes Let's All Go to the Lobby in i United States National Film Registry av USA:s kongressbibliotek som "kulturellt, historiskt eller estetiskt viktigt".